# 이브의 유혹 - 그녀만의 테크닉
"이브의 유혹 - 그녀만의 테크닉"은 한국에서 제작된 유재완 감독의 2007년 미스터리, 드라마 영화이다. 김지완 등이 주연으로 출연하였고 김민기 등이 제작에 참여하였다.

## 출연

### 주연
- 김지완
- 서영
- 유진아
- 전세현

### 조연
- 최락진
- 손민석
- 원태희
- 손선근
- 최민금
- 전해룡

## 기타
- 각색: 유재완
- 제작총지휘: 허창
- 투자총괄: 최진희
- 프로듀서: 윤창업
- 프로듀서: 이승훈
- 제작실장: 장성원
- 제작부: 김성민
- 제작부: 박민우
- 제작회계: 박현비
- 제작투자: 김성수
- 투자책임: 홍재희
- 제작관리부문: 이기승
- 제작관리부문: 류순균
- 제작관리부문: 강두영
- 제작관리부문: 강민하
- 제작관리부문: 서호진
- 제작관리부문: 박대현
- 제작관리부문: 정인영
- 제작관리부문: 이은주
- 제작관리부문: 김경미
- 촬영부: 장형욱
- 촬영부: 김대성
- 촬영부: 설성일
- 촬영부: 이주훈
- 조명: 이병훈
- 조명부: 박남민
- 조명부: 최세현
- 조명부: 권준령
- 조명부: 정재호
- 조명부: 김태민
- 연출부: 박형승
- 스크립터: 민보라
- 조감독: 류정은
- 동시녹음: 배기오
- 붐오퍼레이터: 최재영
- 미술: 김재청
- 미술팀: 박승일
- 미술팀: 김지원
- 미술팀: 김태윤
- 미술팀: 엄귀현
- 미술팀: 박유경
- 세트팀: 윤일랑
- 세트팀: 김광석
- 세트팀: 이광현
- 세트팀: 진훈
- 세트팀: 신성운
- 작화: 이우채
- 특수분장: 김현경
- 타이틀: 여성재
- 분장: 김현경
- 분장팀: 안은자
- 분장팀: 오혜영
- 분장팀: 조현아
- 의상: 이상희
- 조명B팀: 김바다
- 의상팀: 추정희
- 음악부문: 최인호
- 운송: 형성석
- 예고편: 김수미
- 시각효과부문: 오감도
- 스테디캠: 김민수
- 소품디자인: 유달이
- 발전차: 김인수
- 무술팀: 박영식
- 마케팅부문: 김지완
- 마케팅부문: 임상희
- 로케이션매니저: 김태영
- 그립팀: 손병석
- 화예-조형: 이승민
- 차량대여: 방영근
- 조명B팀: 윤효정
- 의상팀: 박태준
- 음향부문: 공태원
- 음악부문: 임현기
- 예고편: 이승호
- 시각효과부문: 정병원
- 스테디캠: 박성욱
- 소품디자인: 김동국
- 무술팀: 고현웅
- 마케팅부문: 김홍섭
- 로케이션매니저: 이창민
- 디지털처리부문: 신충섭
- 그립팀: 문관영
- 조명B팀: 이은기
- 의상팀: 김경미
- 음향부문: 이회빈
- 음악부문: 송은주
- 예고편: 장정욱
- 시각효과부문: 신영주
- 무술팀: 이상하
- 마케팅부문: 유주희
- 로케이션매니저: 강정호
- 디지털처리부문: 이용기
- 조명B팀: 김성진
- 음향부문: 이형주
- 음악부문: 최원락
- 예고편: 노성언
- 시각효과부문: 이철순
- 무술팀: 임왕섭
- 마케팅부문: 신유미
- 디지털처리부문: 박진호
- 조명B팀: 함명균
- 음향부문: 김경호
- 시각효과부문: 홍원일
- 마케팅부문: 이영균
- 디지털처리부문: 김형석
- 조명B팀: 권혁기
- 음향부문: 성하중
- 시각효과부문: 최오준
- 마케팅부문: 안애미
- 디지털처리부문: 장태희
- 조명B팀: 김찬석
- 음향부문: 황성기
- 시각효과부문: 박종윤
- 마케팅부문: 이영빈
- 디지털처리부문: 노승미
- 음향부문: 공태원
- 디지털처리부문: 이혜민
- 음향부문: 김기영
- 디지털처리부문: 옥임식
- 디지털처리부문: 김기석
- 디지털처리부문: 나종찬
- 디지털처리부문: 박상수
- 디지털처리부문: 김태성
- 디지털처리부문: 김승원
- 디지털처리부문: 김용범
- 디지털처리부문: 김기문
- 매니저부문: 김동범
- 매니저부문: 김태형
- 매니저부문: 이원기
- 매니저부문: 이경열
- 매니저부문: 최상현
- 매니저부문: 김양래
- 매니저부문: 박영식
- 메이킹: 최고은
- 보조출연: 김종윤
- 배역: 김상은
- 스타일리스트: 최영애
- 스타일리스트: 최유진
- 보험: 윤경보
- 콘티: 박해동